# American Le Mans Series VIR 240 2012
Navigation
Édition précédente Édition suivante
L'American Le Mans Series VIR 240 2012 (officiellement appelé 2012 American Le Mans Series presented by Tequila Patrón VIR 240) a été une course de voitures de sport organisée sur le Virginia International Raceway en Virginie, aux États-Unis, le 15 septembre 2012. Il s'agissait de la neuvième et avant dernière manche du championnat American Le Mans Series 2012.

La course a été remportée par Lucas Luhr et Klaus Graf de l'écurie Muscle Milk Pickett Racing dans leur HPD ARX-03a. Les leaders du championnat P1 ont gagné plus de trois tours d'avance sur leurs rivaux de l'écurie Dyson Racing, Chris Dyson et Guy Smith dans leur Lola B12/60. Un tour plus loin, nous retrouvons Les vainqueurs de la catégorie P2, avec l'écurie Level 5 Motorsports de Scott Tucker et Christophe Bouchut dans leur HPD ARX-03b. Ils ont remporté la catégorie P2 avec 27 secondes d'avance sur l'écurie Conquest Endurance avec Martin Plowman et David Heinemeier Hansson aux mains d'une Morgan LMP2.

Trois des cinq catégories de championnats de pilotes ont été adjugées, la première d'entre elles était le Prototype Challenge. Jon Bennett et Colin Braun ont fait tout ce qu'il était possible pour maintenir le suspend dans le championnat en remportant la catégorie PC avec Oreca FLM09 du CORE Autosport, mais la troisième place était suffisante a leur coéquipier vénézuélien Alex Popow pour remporter son premier titre de champion de la catégorie ALMS, malgré une collision dans un premier tour.

En huitième position, le Corvette Racing, avec l'équipage Oliver Gavin et Tommy Milner dans leur Chevrolet Corvette C6.R, ont remporté la classe GT et le championnat. En gagnant le championnat, Oliver Gavin a remporté cette catégorie avec le Corvette Racing pour la quatrième fois. Tommy Milner, de son côté, remporte son premier titre ALMS. Ce titre permet également à Corvette Racing de revenir sur la liste des vainqueurs pour la première fois depuis 2008.

De même, Cooper MacNeil a remporté la catégorie GT Challenge, terminant champion avec l'écurie Alex Job Racing avec son coéquipier Leh Keen par une courte victoire de 0,4 seconde sur l'équipage Henrique Cisneros et Jeroen Bleekemolen du NGT Motorsport.

28 des 31 participants ont fini la course, bien que le deuxième des HPD ARX-03b du Level 5 Motorsports ait été exclu par la suite pour avoir échoué à un test après la course.

## Course
Voici le classement provisoire au terme de la course.

- Les vainqueurs de chaque catégorie sont signalés par un fond jauni.
- Pour la colonne Pneus, il faut passer le curseur au-dessus du modèle pour connaître le manufacturier de pneumatiques.

| Pos    | Classe | no  | Équipe                     | Pilotes                                   | Châssis                                 | Pneus | Tours |
| Pos    | Classe | no  | Équipe                     | Pilotes                                   | Moteur                                  | Pneus | Tours |
| ------ | ------ | --- | -------------------------- | ----------------------------------------- | --------------------------------------- | ----- | ----- |
| 1      | P1     | 6   | Muscle Milk Pickett Racing | Lucas Luhr Klaus Graf                     | HPD ARX-03a                             | M     | 135   |
| 1      | P1     | 6   | Muscle Milk Pickett Racing | Lucas Luhr Klaus Graf                     | Honda 3.4 L V8                          | M     | 135   |
| 2      | P1     | 16  | Dyson Racing Team          | Chris Dyson Guy Smith Johnny Mowlem       | Lola B12/60                             | D     | 132   |
| 2      | P1     | 16  | Dyson Racing Team          | Chris Dyson Guy Smith Johnny Mowlem       | Mazda MZR-R 2.0 L I4 Turbo (Isobutanol) | D     | 132   |
| 3      | P2     | 055 | Level 5 Motorsports        | Scott Tucker Christophe Bouchut           | HPD ARX-03b                             | D     | 131   |
| 3      | P2     | 055 | Level 5 Motorsports        | Scott Tucker Christophe Bouchut           | Honda HR28TT 2.8 L V6 Turbo             | D     | 131   |
| 4      | P2     | 37  | Conquest Endurance         | Martin Plowman David Heinemeier Hansson   | Morgan LMP2                             | D     | 131   |
| 4      | P2     | 37  | Conquest Endurance         | Martin Plowman David Heinemeier Hansson   | Nissan VK45DE 4.5 L V8                  | D     | 131   |
| 5      | PC     | 05  | CORE Autosport             | Jon Bennett Colin Braun                   | Oreca FLM09                             | M     | 128   |
| 5      | PC     | 05  | CORE Autosport             | Jon Bennett Colin Braun                   | Chevrolet LS3 6.2 L V8                  | M     | 128   |
| 6      | PC     | 52  | PR1/Mathiasen Motorsports  | Rudy Junco Jr. Marino Franchitti          | Oreca FLM09                             | M     | 127   |
| 6      | PC     | 52  | PR1/Mathiasen Motorsports  | Rudy Junco Jr. Marino Franchitti          | Chevrolet LS3 6.2 L V8                  | M     | 127   |
| 7      | PC     | 06  | CORE Autosport             | Alex Popow Tom Kimber-Smith               | Oreca FLM09                             | M     | 127   |
| 7      | PC     | 06  | CORE Autosport             | Alex Popow Tom Kimber-Smith               | Chevrolet LS3 6.2 L V8                  | M     | 127   |
| 8      | GT     | 4   | Corvette Racing            | Oliver Gavin Tommy Milner                 | Chevrolet Corvette C6.R                 | M     | 126   |
| 8      | GT     | 4   | Corvette Racing            | Oliver Gavin Tommy Milner                 | Chevrolet 5.5 L V8                      | M     | 126   |
| 9      | GT     | 45  | Flying Lizard Motorsports  | Jörg Bergmeister Patrick Long             | Porsche 911 GT3 RSR                     | M     | 126   |
| 9      | GT     | 45  | Flying Lizard Motorsports  | Jörg Bergmeister Patrick Long             | Porsche 4.0 L Flat-6                    | M     | 126   |
| 10     | GT     | 01  | Extreme Speed Motorsports  | Scott Sharp Johannes van Overbeek         | Ferrari 458 Italia GT2                  | M     | 126   |
| 10     | GT     | 01  | Extreme Speed Motorsports  | Scott Sharp Johannes van Overbeek         | Ferrari 4.5 L V8                        | M     | 126   |
| 11     | GT     | 55  | BMW Team RLL               | Jörg Müller Bill Auberlen                 | BMW M3 GT2                              | D     | 126   |
| 11     | GT     | 55  | BMW Team RLL               | Jörg Müller Bill Auberlen                 | BMW 4.0 L V8                            | D     | 126   |
| 12     | PC     | 9   | RSR Racing                 | Bruno Junqueira Tomy Drissi               | Oreca FLM09                             | M     | 125   |
| 12     | PC     | 9   | RSR Racing                 | Bruno Junqueira Tomy Drissi               | Chevrolet LS3 6.2 L V8                  | M     | 125   |
| 13     | GT     | 44  | Flying Lizard Motorsports  | Seth Neiman Marco Holzer                  | Porsche 911 GT3 RSR                     | M     | 125   |
| 13     | GT     | 44  | Flying Lizard Motorsports  | Seth Neiman Marco Holzer                  | Porsche 4.0 L Flat-6                    | M     | 125   |
| 14     | PC     | 25  | Dempsey Racing (en)        | Henri Richard Duncan Ende (en)            | Oreca FLM09                             | M     | 124   |
| 14     | PC     | 25  | Dempsey Racing (en)        | Henri Richard Duncan Ende (en)            | Chevrolet LS3 6.2 L V8                  | M     | 124   |
| 15     | GT     | 23  | Lotus / Alex Job Racing    | Bill Sweedler Townsend Bell               | Lotus Evora GTE                         | Y     | 124   |
| 15     | GT     | 23  | Lotus / Alex Job Racing    | Bill Sweedler Townsend Bell               | Toyota-Cosworth 3.5 L V6                | Y     | 124   |
| 16     | GT     | 17  | Team Falken Tire (en)      | Wolf Henzler Bryan Sellers                | Porsche 911 GT3 RSR                     | F     | 123   |
| 16     | GT     | 17  | Team Falken Tire (en)      | Wolf Henzler Bryan Sellers                | Porsche 4.0 L Flat-6                    | F     | 123   |
| 17     | GT     | 3   | Corvette Racing            | Jan Magnussen Antonio García              | Chevrolet Corvette C6.R                 | M     | 122   |
| 17     | GT     | 3   | Corvette Racing            | Jan Magnussen Antonio García              | Chevrolet 5.5 L V8                      | M     | 122   |
| 18     | PC     | 7   | Merchant Services Racing   | Tony Burgess Pablo Sanchez Eric Lux       | Oreca FLM09                             | M     | 121   |
| 18     | PC     | 7   | Merchant Services Racing   | Tony Burgess Pablo Sanchez Eric Lux       | Chevrolet LS3 6.2 L V8                  | M     | 121   |
| 19     | GT     | 56  | BMW Team RLL               | Dirk Müller Jonathan Summerton            | BMW M3 GT2                              | D     | 120   |
| 19     | GT     | 56  | BMW Team RLL               | Dirk Müller Jonathan Summerton            | BMW 4.0 L V8                            | D     | 120   |
| 20     | GTC    | 22  | Alex Job Racing            | Cooper MacNeil Leh Keen                   | Porsche 911 GT3 Cup                     | Y     | 118   |
| 20     | GTC    | 22  | Alex Job Racing            | Cooper MacNeil Leh Keen                   | Porsche 4.0 L Flat-6                    | Y     | 118   |
| 21     | GTC    | 30  | NGT Motorsport             | Henrique Cisneros Jeroen Bleekemolen      | Porsche 911 GT3 Cup                     | Y     | 118   |
| 21     | GTC    | 30  | NGT Motorsport             | Henrique Cisneros Jeroen Bleekemolen      | Porsche 4.0 L Flat-6                    | Y     | 118   |
| 22     | GTC    | 11  | JDX Racing                 | Chris Cumming Michael Valiante            | Porsche 911 GT3 Cup                     | Y     | 118   |
| 22     | GTC    | 11  | JDX Racing                 | Chris Cumming Michael Valiante            | Porsche 4.0 L Flat-6                    | Y     | 118   |
| 23     | GTC    | 34  | Green Hornet Racing        | Peter LeSaffre Damien Faulkner            | Porsche 911 GT3 Cup                     | Y     | 118   |
| 23     | GTC    | 34  | Green Hornet Racing        | Peter LeSaffre Damien Faulkner            | Porsche 4.0 L Flat-6                    | Y     | 118   |
| 24     | GTC    | 66  | TRG                        | Emilio Di Guida Spencer Pumpelly          | Porsche 911 GT3 Cup                     | Y     | 116   |
| 24     | GTC    | 66  | TRG                        | Emilio Di Guida Spencer Pumpelly          | Porsche 4.0 L Flat-6                    | Y     | 116   |
| 25     | GTC    | 31  | NGT Motorsport             | Angel Benitez, Sr. Angel Benitez, Jr.     | Porsche 911 GT3 Cup                     | Y     | 116   |
| 25     | GTC    | 31  | NGT Motorsport             | Angel Benitez, Sr. Angel Benitez, Jr.     | Porsche 4.0 L Flat-6                    | Y     | 116   |
| 26     | GTC    | 24  | Competition Motorsports    | Bob Faieta Michael Avenatti               | Porsche 911 GT3 Cup                     | Y     | 114   |
| 26     | GTC    | 24  | Competition Motorsports    | Bob Faieta Michael Avenatti               | Porsche 4.0 L Flat-6                    | Y     | 114   |
| 27 DNF | GT     | 48  | Paul Miller Racing         | Bryce Miller Sascha Maassen               | Porsche 911 GT3 RSR                     | D     | 98    |
| 27 DNF | GT     | 48  | Paul Miller Racing         | Bryce Miller Sascha Maassen               | Porsche 4.0 L Flat-6                    | D     | 98    |
| 28 DNF | P1     | 20  | Dyson Racing Team          | Michael Marsal Mark Patterson Chris Dyson | Lola B11/66                             | D     | 94    |
| 28 DNF | P1     | 20  | Dyson Racing Team          | Michael Marsal Mark Patterson Chris Dyson | Mazda MZR-R 2.0 L Turbo I4 (Isobutanol) | D     | 94    |
| 29 DNF | GT     | 02  | Extreme Speed Motorsports  | Ed Brown Guy Cosmo                        | Ferrari 458 Italia GT2                  | M     | 93    |
| 29 DNF | GT     | 02  | Extreme Speed Motorsports  | Ed Brown Guy Cosmo                        | Ferrari 4.5 L V8                        | M     | 93    |
| 30 DNF | PC     | 8   | Merchant Services Racing   | Kyle Marcelli Lucas Downs                 | Oreca FLM09                             | M     | 32    |
| 30 DNF | PC     | 8   | Merchant Services Racing   | Kyle Marcelli Lucas Downs                 | Chevrolet LS3 6.2 L V8                  | M     | 32    |
| EX     | P2     | 95  | Level 5 Motorsports        | Scott Tucker Luis Díaz Ricardo González   | HPD ARX-03b                             | D     | 131   |
| EX     | P2     | 95  | Level 5 Motorsports        | Scott Tucker Luis Díaz Ricardo González   | Honda HR28TT 2.8 L V6 Turbo             | D     | 131   |